# Quartier Notre-Dame-des-Champs

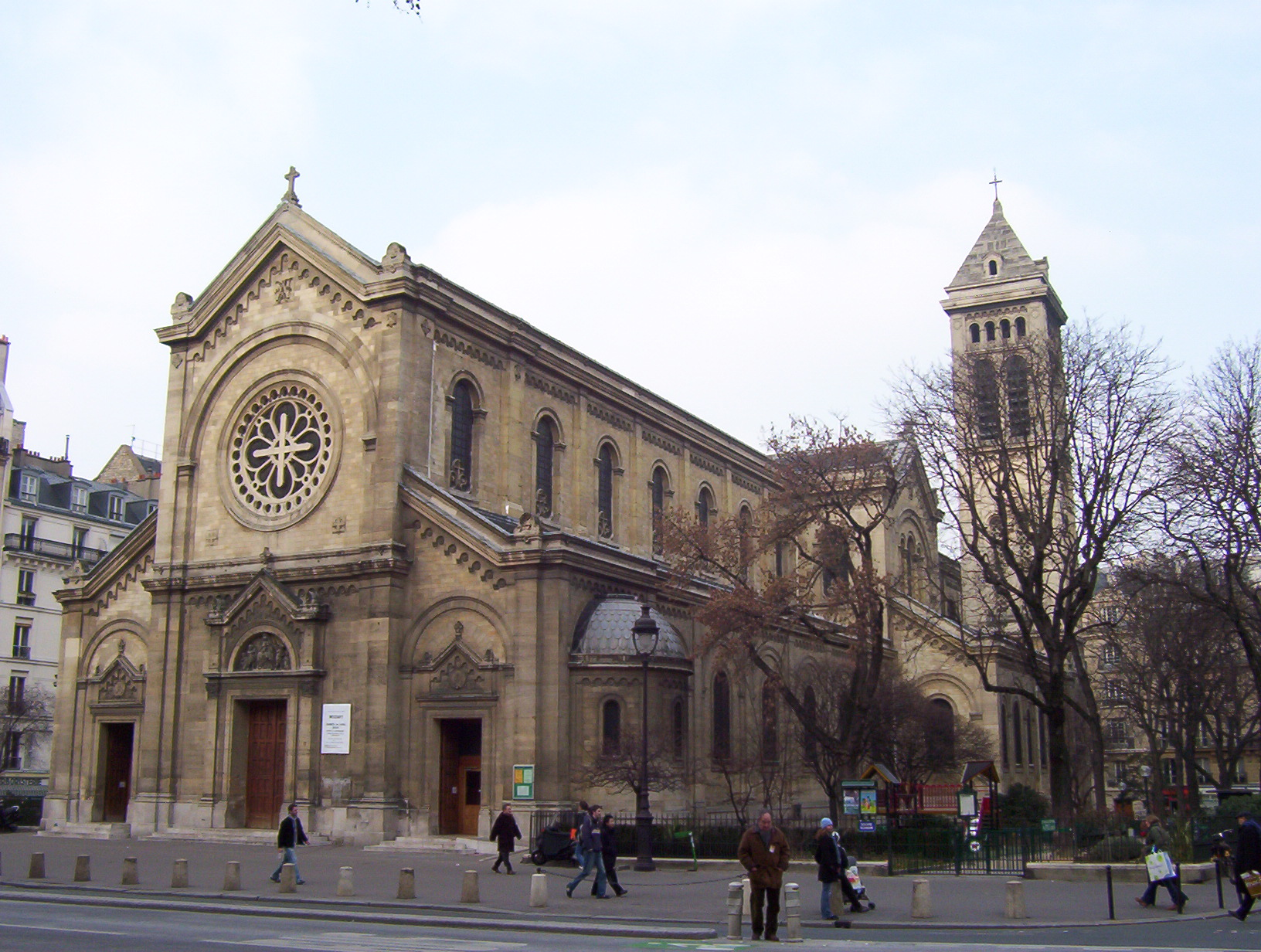
Kostel Notre-Dame-des-Champs

Quartier Notre-Dame-des-Champs (čtvrť Panny Marie v Polích) je 23. administrativní čtvrť v Paříži, která je součástí 6. městského obvodu. Rozkládá se na 86,1 ha a má zhruba tvar trojúhelníku, jehož severozápadní hranu tvoří ulice Rue de Sèvres a Rue du Four, jihozápadní hranici Boulevard du Montparnasse a severovýchodní Rue d'Assas a Rue Madame.
Čtvrť nese jméno ulice, potažmo kostela Notre-Dame-des-Champs.

## Vývoj počtu obyvatel
| Rok sčítání | Počet obyvatel | Hustota zalidnění (ob./km²) |
| ----------- | -------------- | --------------------------- |
| 1954        | 42 812         | 49 724                      |
| 1962        | 39 809         | 46 236                      |
| 1968        | 35 854         | 41 642                      |
| 1975        | 29 770         | 34 576                      |
| 1982        | 27 080         | 31 452                      |
| 1990        | 26 264         | 30 504                      |
| 1999        | 24 731         | 28 724                      |